# وایپر (ماه‌نورد)
وایپر (انگلیسی: VIPER) که کوتاه شدهٔ (Volatiles Investigating Polar Exploration Rover، به معنی کاوشگر تحقیقاتی کشف مواد فرّار) ماه‌نوردی است که توسط ناسا (مرکز تحقیقات Ames) ساخته شده و بر مبنای برنامه‌ریزی شده قرار است در نوامبر ۲۰۲۳ به سطح ماه فرستاده شود. هدف از مأموریت این ماه‌نورد بررسی منابع ماه در مناطقی که در سایهٔ دایمی در قطب جنوب ماه به ویژه با نقشه‌برداری از توزیع و غلظت یخ‌های آب، جستجو کند. این مأموریت بر اساس مفهوم قبلی ماه‌نورد ناسا به نام (Resource Prospector یابنده منابع) ساخته شد که در سال ۲۰۱۸ لغو شد.
در ۱۱ ژوئن ۲۰۲۰، ناسا به شرکت آستروبوتیک تکنولوژی در پیتسبورگ، پنسیلوانیا، مبلغ ۱۹۹٫۵ میلیون دلار برای راه اندازی ماه‌نورد وایپر و تحویل آن در قطب جنوب ماه تا اواخر سال ۲۰۲۳، اعطا کرد. آستروبوتیک وظیفهٔ خدمات انتهایی برای تحویل وایپر، از جمله ترکیب آن با سطح‌نشین گریفین، پرتاب از زمین و فرود روی ماه را بر عهده خواهد داشت.

## مرور اجمالی
این ماه‌نورد، که هم‌اکنون در حال توسعه است، اندازه‌ای نزدیک به یک ماشین گلف دارد (حدود ۱٫۴ * ۱٫۴ * ۲ متر)، و وظیفهٔ اکتشاف منابع ماه، به خصوص برای یخ آب، نقشه‌برداری از نواحی پراکندگی آن، بررسی و اندازه‌گیری عمق و میزان خلوص آن را انجام خواهد داد. توزیع آب و چگونگی آن باید بهتر از پیش دانسته شود قبل از اینکه بتوان آن را به عنوان یک عنصر بالقوه معماری در هر تلاش برای تکامل روش‌های اکتشاف ماه یا مریخ ارزیابی و روی آن حساب کرد.
ماه‌نورد وایپر در منطقهٔ قطب جنوب جایی که هنوز مشخص نشده کار خواهد کرد. وایپر برنامه‌ریزی شده که چندین کیلومتر را طی کند و داده‌ها را در مورد انواع مختلف خاک تحت تأثیر نور و دما جمع‌آوری کند؛ محیط‌هایی که در تاریکی کامل، نور گاه به‌گاه و در معرض تابش آفتاب قرار دارند. پس از ورود ماه‌نورد به مکانی که در سایهٔ دائم قرار دارد، فقط با نیروی باتری خود کار می‌کند و تا زمانی که به یک منطقهٔ آفتاب گیر نرسد، قادر به شارژ مجدد باتری‌ها نخواهد بود. کل زمان کارکرد آن ۱۰۰ روز زمینی خواهد بود.پس از ورود به یک مکان سایه دایم، فقط باتری کار می‌کند و تا زمانی که به یک منطقه آفتاب گیر نرسد، قادر به شارژ مجدد آنها نخواهد بود.